# Måns Bryntesson (Lilliehöök)
Måns Bryntesson (Lilliehöök) till Upplo, Gräfsnäs i Erska socken och Lurva, avrättad den 5 juli 1529, var en svensk adelsman. Han var gift med Brita Jönsdotter Roos av Ervalla.

## Biografi
Måns Bryntesson var son till häradshövdingen Brynte Bertilsson som 1510 stupade i strid med danskarna och ärvde efter honom gården Upplo.
Måns Bryntesson var en av Sveriges mera framstående män under 1520-talet. 
Han blev till exempel hövitsman på den viktiga Älvsborgs fästning 1524, var underhandlare med norrmännen angående utlämnande av flydda förrädare och blev häradshövding i Bjarne härad 1525, samt deltog samma år i mötet i Arboga.
1526 var han bisittare i kungens nämnd i Vadstena 15 januari och i Skara 1 mars, samt erhöll 12 april kungsfordringarna i Väse härad.
Han uppträdde enligt Peder Svarts krönika vid Västerås riksdag 1527 för att påverka Ture Jönsson (Tre Rosor) till eftergivenhet mot kungen. Vid Gustav Vasas kröning 1528 blev han dubbad till riddare och utsedd till riksråd. Samma år förde han kungens talan vid räfsten med de upproriska dalkarlarna.
Han svek dock kungen och deltog tillsammans med andra stormän från Västergötland i sammansvärjningen 1529, det så kallade Västgötaherrarnas uppror under Ture Jönssons ledning, enligt egen uppgift skulle han ha tvingats därtill.
Möjligen lockades han av att kunna bli kung själv, vilket hans kamrater lär ha erbjudit honom. Sedan han märkte att upproret med all sannolikhet skulle misslyckas och sedan han av kungen erbjudits amnesti under förutsättning att han grep Ture Jönsson bytte han sida och intog hans gård. Senare ställde kungen dem inför rätta och krävde att Måns Bryntesson skulle bekänna sig skyldig till förräderi, men då Måns trodde att de handlingar som kunde vittna om hans brott blivit förstörda förklarade de sig oskyldiga och fordrade att få en rättegång. Vid riksdagen i Strängnäs 1529 framlades bevis för hans gärningar, och han dömdes till döden.
Dotter: Ebba Månsdotter (Lilliehöök)